# Crowsonius similis
Crowsonius similis es una especie de coleóptero de la familia Monotomidae.

## Distribución geográfica
Habita en Brasil.